# Beppe Carletti
Beppe Carletti, vero nome Giuseppe (Novi di Modena, 12 agosto 1946), è un tastierista italiano, fondatore del gruppo musicale Nomadi assieme allo storico cantante Augusto Daolio.

## Biografia
Nel 1963 , allora sedicenne, fonda lo storico gruppo dei Nomadi, nato dal suo gruppo precedente, quello dei Monelli, assieme ad Augusto Daolio, Franco Midili, Leonardo Manfredini, Gualberto Gelmini e Antonio Campari, e ne diventa tastierista fino ai giorni nostri. Il suo talento musicale si estende anche ad altri strumenti quali il pianoforte, la fisarmonica, l'organo Hammond e il sintetizzatore. È l'unico membro fondatore rimasto nel gruppo ed è il suo leader.
Nel 1968 partecipa all'incisione del 45 giri Il bello/Un altro giorno è andato, dell'amico Francesco Guccini.
Nel 1972, con lo pseudonimo di Nemo, incide due 45 giri da solista: 20.000 leghe/000.02 ehgel e 20.000 leghe/Wild Thing. I dischi vendettero oltre 120 000 copie, e il successo fu tale che per un certo periodo il gruppo di Beppe fu pubblicizzato come I Nomadi e Capitan Nemo. In seguito, la casa discografica EMI si appropriò del nome Nemo per fare incidere altri 45 giri ad altri musicisti.
Il 22 novembre 2011 viene pubblicato il suo primo album solista intitolato L'altra metà dell'anima, composto per intero da pezzi strumentali.
È sempre stato impegnato in iniziative socio-umanitarie, tra le quali la costruzione di una casa di accoglienza per bambini in Cambogia e in Vietnam, dove vengono aiutate ragazze vittime della baby-prostituzione; tra i concerti benefici da lui promossi si ricordano il Concerto per l'Emilia tenutosi il 25 giugno 2012 a seguito dei terremoti che hanno colpito la sua Emilia, e il Concerto per Viareggio, concerto benefico ideato da Zucchero Fornaciari in seguito al disastro ferroviario di Viareggio e tenutosi il 19 agosto 2009.
Dal 2012 è testimonial dei City Angels.
Il 18 febbraio 2005 è stato nominato Cavaliere della Repubblica Italiana dal Presidente Carlo Azeglio Ciampi.
Il 20 maggio 2022 ha pubblicato il suo secondo album solista, lo strumentale Sarà per sempre.

## Discografia

### Discografia come Beppe Carletti

#### Album in studio
- 2011 - L'altra metà dell'anima
- 2022 - Sarà per sempre

#### Colonne sonore
- 2016 - La rugiada di San Giovanni di Christian Spaggiari
- 2020 - Gocce di Luce di Silvia Monga[3]
- 2021 - Passi di danza di Silvia Monga[4]
- 2023 - Giuseppe Garibaldi eroe leggendario di Silvia Monga[5] [6]

#### Singoli
- 2022 - Pomeriggio d'autunno[7]

### Discografia come Nemo

#### Singoli
- 1972 - 20.000 leghe/000.02 ehgel
- 1972 - 20.000 leghe/Wild Thing
- 1973 - Red river pop/Sandwich
- 1976 - Wild thing/Omen-Gniht Dliw

### Discografia con i Nomadi

#### Album in studio
- 1967 - Per quando noi non ci saremo
- 1968 - I Nomadi
- 1973 - Un giorno insieme
- 1974 - I Nomadi interpretano Guccini
- 1974 - Tutto a posto (edito solo in cassetta e stereo 8)
- 1975 - Gordon
- 1977 - Noi ci saremo
- 1978 - Naracauli e altre storie
- 1979 - Album concerto
- 1981 - Sempre Nomadi
- 1982 - Ancora una volta con sentimento
- 1985 - Ci penserà poi il computer
- 1986 - Quando viene sera
- 1987 - Nomadi in concerto
- 1988 - Ancora Nomadi
- 1990 - Solo Nomadi
- 1991 - Gente come noi
- 1992 - Ma noi no!
- 1992 - Ma che film la vita
- 1993 - Contro
- 1994 - La settima onda
- 1995 - Lungo le vie del vento
- 1996 - Quando ci sarai
- 1997 - Le strade, gli amici, il concerto
- 1998 - Una storia da raccontare
- 1999 - SOS con rabbia e con amore
- 2000 - Liberi di volare
- 2002 - Amore che prendi amore che dai
- 2003 - Nomadi 40
- 2004 - Corpo estraneo
- 2006 - Con me o contro di me
- 2007 - Nomadi & Omnia Symphony Orchestra - Live 2007
- 2007 - Noi che poi saremo
- 2009 - Allo specchio
- 2010 - Raccontiraccolti
- 2011 - Canzoni nel vento
- 2011 - Cuore vivo
- 2012 - È stato bellissimo
- 2012 - Terzo tempo
- 2013 - Nomadi 50
- 2014 - Nomadi 50+1
- 2015 - Lascia il segno
- 2015 - Nomadi. Il sogno di due sedicenni è diventato realtà
- 2017 - Nomadi dentro
- 2018 - Nomadi 55 - Per tutta la vita
- 2019 - Milleanni
- 2021 - Solo esseri umani
- 2023 - Cartoline da qui

## Libri
- Nomadi, Augusto & altre storie (Mondadori, 2004).
- Io vagabondo. 50 anni di vita con i Nomadi (Arcana Edizioni, 2013), scritto con Andrea Morandi.
- Questi sono i Nomadi e io sono Beppe Carletti (Mondadori, 2018), scritto con Marco Rettani.
- Una voglia di ballare che faceva luce (Compagnia editoriale Aliberti, 2023), scritto con Gianluca Morozzi.